# Chromatische mondharmonica

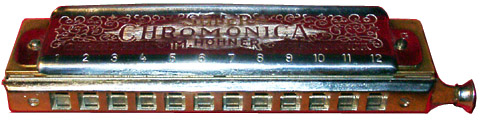
Chromonica

Een chromatische mondharmonica is een mondharmonica waarop een chromatische toonladder te spelen is (in tegenstelling tot een diatonische mondharmonica waarop dat niet het geval is). De chromatische mondharmonica bestaat in feite uit twee diatonische mondharmonica's boven elkaar die een halve toon van elkaar verschillen. Met een schuif kan de lucht tot een van de twee toonrijen toegelaten worden, waardoor alle chromatische tonen beschikbaar zijn. Hierdoor komen de tonica en de subdominant dubbel op het instrument voor.
Enkele bekende bespelers van de chromatische mondharmonica zijn de Belgische muzikant Jean 'Toots' Thielemans, Stevie Wonder en de Nederlandse Hermine Deurloo.